# Филип фон Клеве
Филип фон Клеве (на немски: Philip fon Kleve; на френски: Philippe de Clèves, * 1 януари 1467 в Клеве, † 5 март 1505 в Невер) от род Дом Клеве-Невер е епископ на Невер (1500–1505), на Амиен (1501–1503) и на Отун (1505)
Той е най-малкият син на Йохан I (1448–1481), херцог на Клеве, граф на Марк и Елизабет Бургундска (1439–1483) от странична линия на Династия Валоа Бургундия, дъщеря на граф Жан II Бургундски. По-големите му братя са Йохан II и Енгелберт.